# Big Air (Vekoma)
Big Air, eerder Hammerhead Stall, is een stalen shuttle-achtbaanmodel van de Nederlandse achtbaanbouwer Vekoma.

## Omschrijving en ritverloop
De attractie bestaat uit een U-vormige rail van 165 meter lang en ongeveer 60 meter hoog. Een sleepwagentje, zoals dat op een Giant Inverted Boomerang, trekt de trein voorwaarts tot op het hoogste punt, waarna de wagentjes 180° draaien en dan voorwaarts een vrije val maken. De trein rijdt aan de andere kant van de U weer omhoog tot deze door de zwaartekracht stilvalt en achteruit terugrijdt. Op de eerste helling wordt de trein opnieuw door de sleepwagen opgepikt en terug naar het hoogste punt getild. Vervolgens draaien de wagentjes terug en volgt nogmaals een vrije val, maar nu achterwaarts. De trein rijdt tot slot opnieuw tegen de eerste helling op en het sleepwagentje laat de trein weer zakken tot in het station beneden.
Wanneer de trein door het station raast tijdens de rit worden snelheden boven 100 kilometer per uur gehaald.
Een trein bestaat uit 2 wagens met elk plaats voor 12 personen (een wagon bestaat uit 4 rijen met op de buitenste rijen 2 stoelen en op de middelste 4). In theorie kunnen per uur 600 personen in de attractie.

## Thema
De treinen waren in het oorspronkelijke ontwerp gethematiseerd als vliegtuigen, met brede vleugels aan de zijkanten van de wagons. De oorspronkelijke naam is ook van dit thema afgeleid: een hammerhead is een maneuver waarbij je een vliegtuig verticaal de lucht invliegt, tot stilstand laat komen, laat omdraaien zodat de neus naar beneden wijst, dan het toestel recht naar de grond laat vliegen, snelheid maakt en weer optrekt zodat je in een U-vorm vliegt tot op bij voorkeur dezelfde hoogte als waar je tot stilstand kwam, en daarna eventueel het maneuver nog enkele keren herhaalt. Behalve dat passagiers van de achtbaan dus niet altijd met het gezicht vooruit rijden, is de beweging van de trein zo goed als identiek aan een hammerhead met een vliegtuig.
Vekoma heeft dit thema na verloop van tijd laten varen en het achtbaanmodel gaat tegenwoordig als Big Air door het leven. Volgens de officiële website kun je bij aanschaf van een dergelijke baan er wel voor kiezen de trein op allebei de heuvels te laten omkeren om zo een bijna perfecte nabootsing van het maneuver te verkrijgen.

## Ontwerp en gebouwde exemplaren
Het achtbaanmodel werd bedacht net voor de eeuwwisseling. Tussen die tijd en 2001 werd ook een werkend prototype gebouwd in een fabriek van Vekoma.
In 1999 kondigde het Sheraton Studio City Hotel in Orlando aan een Hammerhead Stall te zullen openen, maar het hotel zag af van het idee en dit werd nooit gerealiseerd.
Daarnaast had ook het Engelse Fantasy Island interesse in een Hammerhead Stall, maar ook deze werd niet gebouwd.
Ook Six Flags Holland had in 2001 interesse in een Hammerhead Stall, maar toen  ook hier bleef de realisatie uit en werd uiteindelijk beslist een megacoaster van Intamin in de plaats te bouwen, Goliath.
Sinds 2010 is dan toch een achtbaan van dit model geopend in een park, zijnde Big Air in het Taiwanese park E-DA Theme Park. Het is tot op heden het enige gebouwde exemplaar. Er wordt gezegd dat dit geen nieuwe constructie is, maar het prototype dat nog steeds in de fabriek lag. Bovendien worden de treinen bovenaan niet (meer) geroteerd op dit exemplaar en wordt men dus twee maal na elkaar achterwaarts losgelaten.